# Vedran Gerc
Vedran Gerc (Rijeka, 14. veljače 1986.) je hrvatski nogometaš, koji trenutačno igra za Hrvatski nogometni klub Orijent 1919.

.